# Armand de Brignac

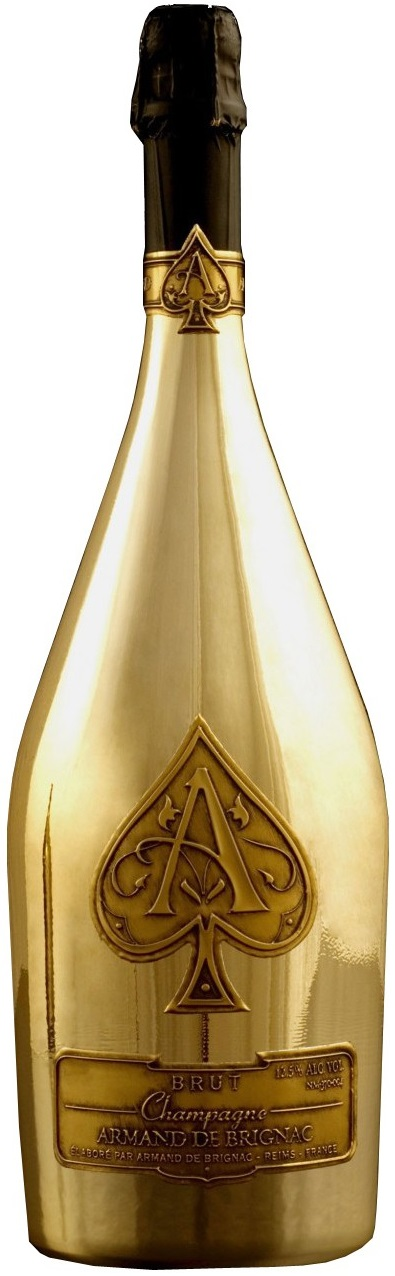
Armand de Brignac

Armand de Brignac, también conocido como Ace of Spades (As de espadas o As de picas) debido al logo, es el nombre de una marca de champán producida por Cattier, y que es vendida en botellas metálicas opacas. La primera botella de la marca, Armand de Brignac Brut Gold, es identificable por su distintiva botella dorada con el As de espadas —o de picas— de estaño como etiqueta. La marca es propiedad de Sovereign Brands en sociedad con Cattier, y fue lanzada al mercado a finales del 2006.
Las champañas Armand de Brignac's se comercializan como vinos insignia, en mercados seleccionados. Se producen en un estilo multi-cosecha en contraposición a los vinos de prestigio de vendimia de algunas casas de champaña (incluyendo Cristal de Louis Roederer y Dom Pérignon de Moët et Chandon). Al igual que muchas champañas, la Brut Gold cuvée es una mezcla de variedades de uva Pinot Noir, Pinot Meunier y Chardonnay, haciendo uso únicamente de varietales clasificadas como Premier Cru y Grand Cru. Las otras dos marcas insignias, Rosé y Blanc de Blancs (100% Chardonnay) fueron lanzadas en 2008.

## Recepción
Armand de Brignac Brut Gold fue revisada en Wine & Spirits en noviembre de 2008 y diciembre de 2009. En febrero de 2009, el crítico español José Peñín, publicó su propia reseña del champán. En noviembre de 2009, la revista FINE Champagne Magazine, publicó los resultados de una cata a ciegas de 100 marcas de champaña, con Armand de Brignac como finalista.